# Buquetia obscura
Buquetia obscura là một loài ruồi trong họ Tachinidae.